# مستشفى سانت فرنسيس ميموريال

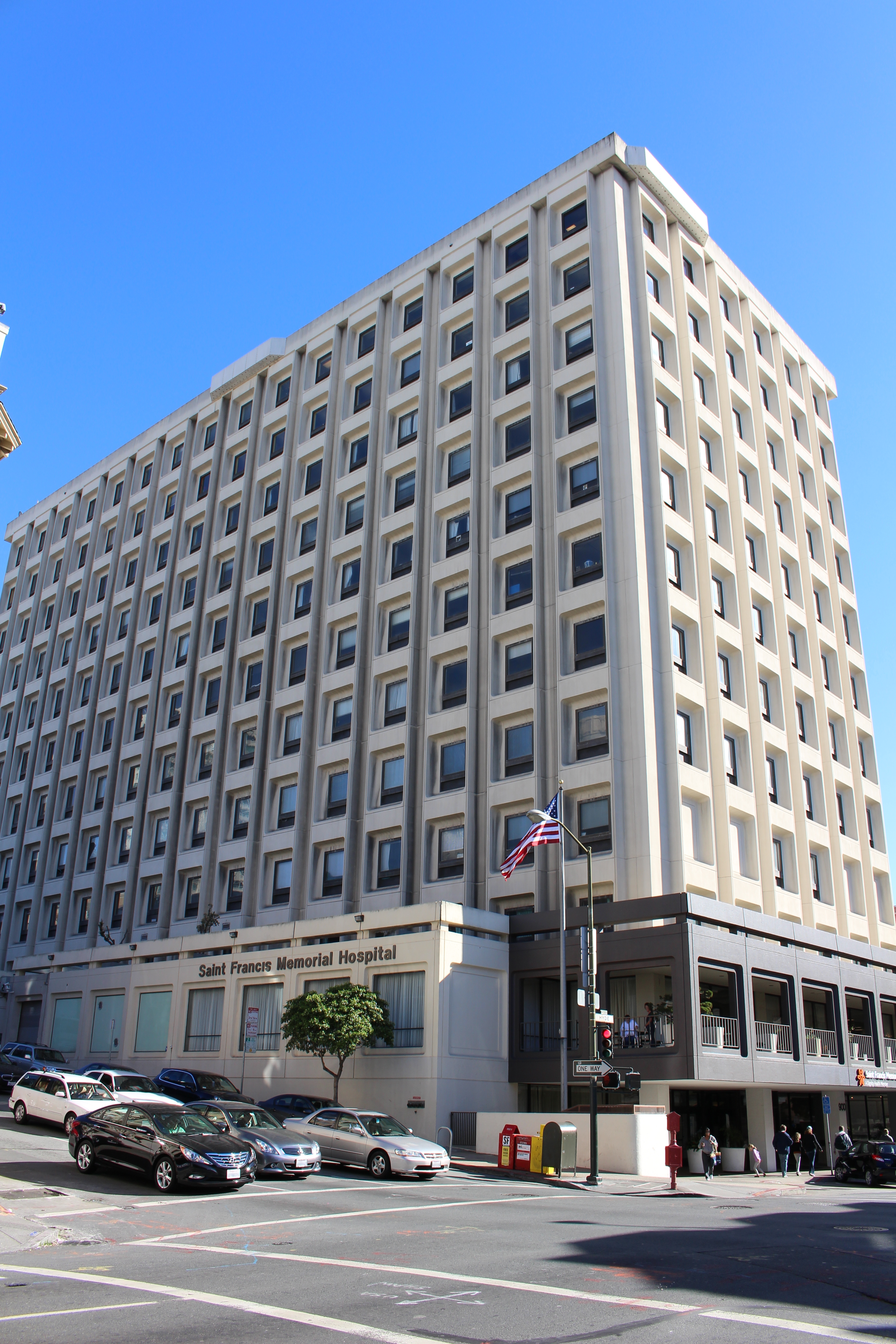
مستشفى سانت فرنسيس.

مستشفى سانت فرنسيس ميموريال (بالإنجليزية: Saint Francis Memorial Hospital) هو مستشفى مسيحي في سان فرانسيسكو، كاليفورنيا، الولايات المتحدة الأمريكية، ويقع في منطقة نوب هيل. ويدار من قبل مؤسسة كرامة الصحة.
تأسسس المستشفى في عام 1905 في سان فرانسيسكو من قبل خمسة أطباء، تعهدوا بناء «مستشفى حديث غرب شيكاغو».